# أركان (رقصة أوكرانية)

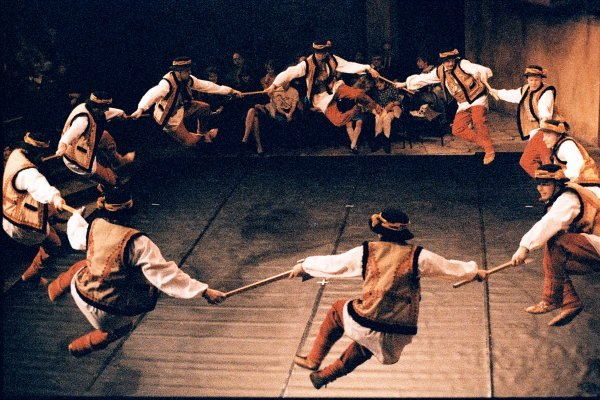
أركان (رقصة أوكرانية)

أركان ((بالأوكرانية: Aркан, Aрґан)) هي رقصة دائرية شعبية يشتهر بها شعب هوتسول ‏ الأوكراني (من هتسولشتشينا، جنوب غرب أكرانيا). والكلمة تعني على وجهة التحديد وهق، وقد أُخذت من اللغة التركية.
تقليدياً، يؤدّي رقصة أركان عادةً الرجال متحلّقين في دائرة حول نارٍ مشتعلة.
تشير كلمة أركان أيضاً إلى الخطوات التي يؤدّيها الرجال أثناء الرقص حول النار. تبدأ الرقصة بخطوة بالقدم اليمنى نحو الجانب (أو خطوتين عندما يستمر زخم الرقص)، القدم اليسرى تتقاطع في الخلف، يخطو الراقص بالقدم اليمنى إلى اليمين مرة أخرى، ثم يقدم الراقص قدمه اليسرى أمامه بركبةٍ مثنية. تنفّذ الرقصة بحيث يضع الراقص ذراعيه على أكتاف الراقصين المجاورين. في الرقص الأوكراني المحترف، قد تطرأ على هذه الخطوات الجذرية العديد من الاختلافات.
ثمة رقصة أخرى شبيهة في رومانيا تعرف باسم أركان أيضاً.

## وصلات خارجية
- عروض فرق الرقص
  - فيسنيانكا
  - بارفينوك
  - روسي سفيتانكو